# Callianthemum anemonoides
Callianthemum anemonoides là một loài thực vật có hoa trong họ Mao lương. Loài này được (Zahlbr.) Endl. mô tả khoa học đầu tiên năm 1842.

## Hình ảnh

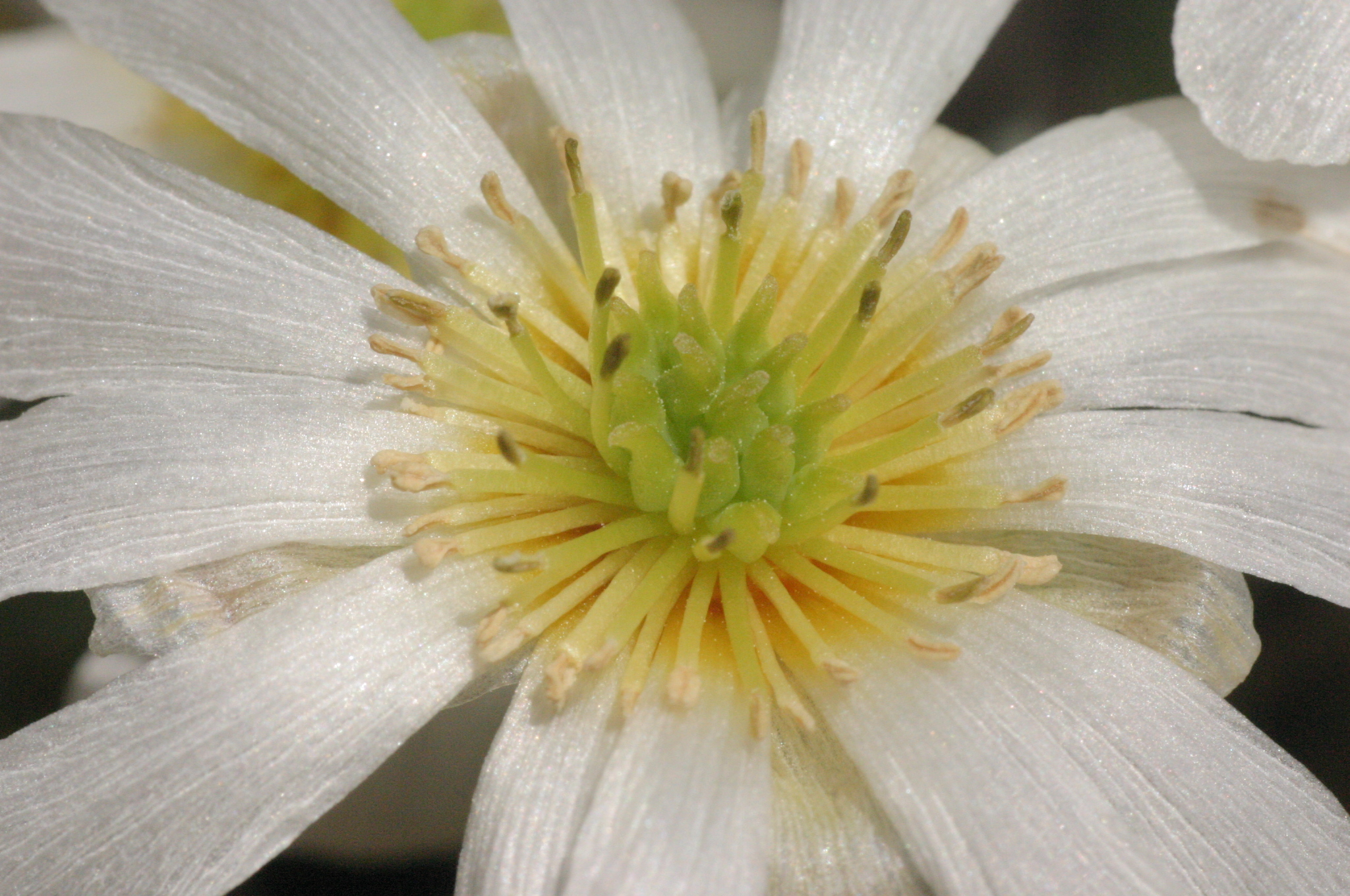
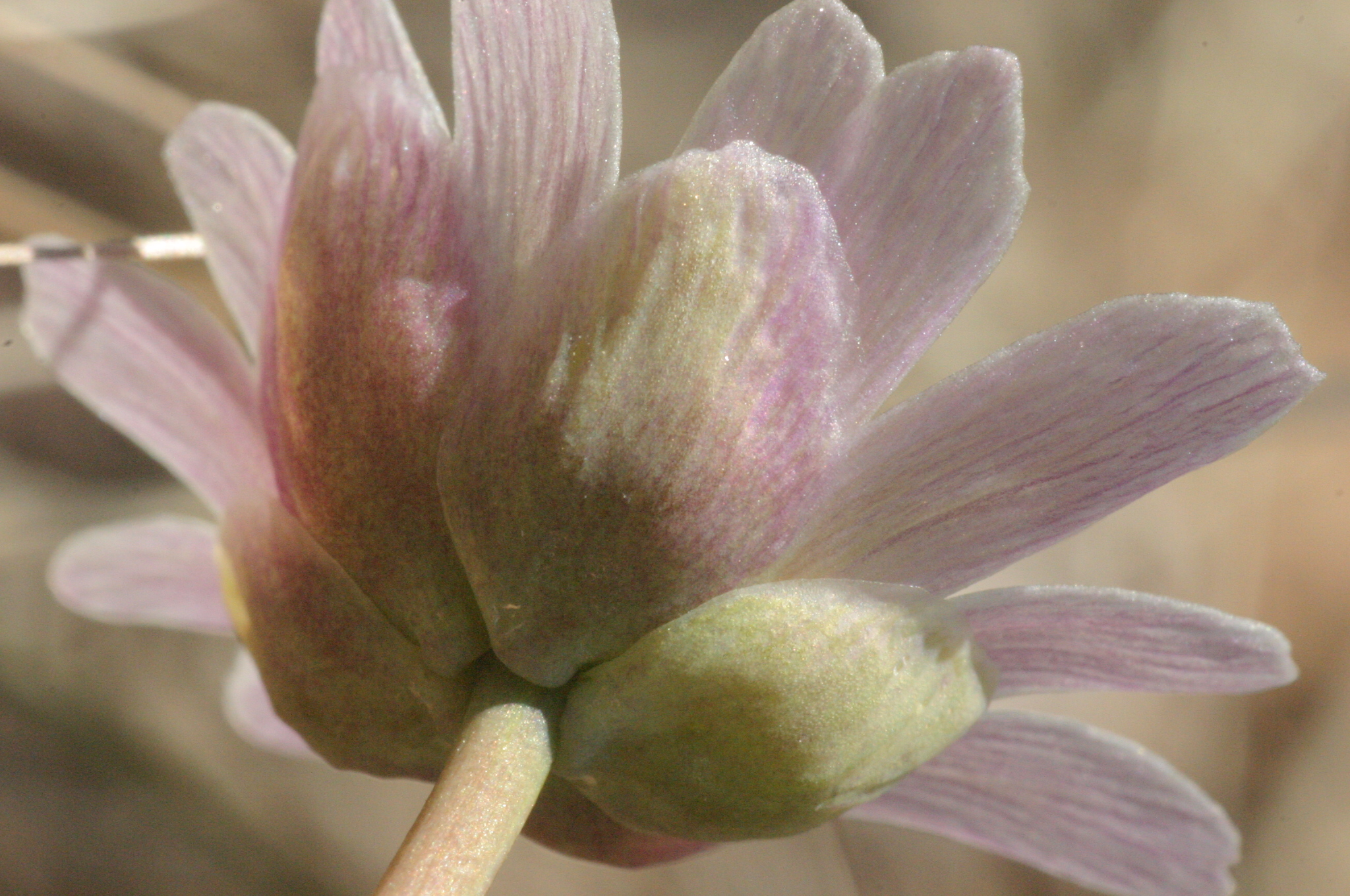
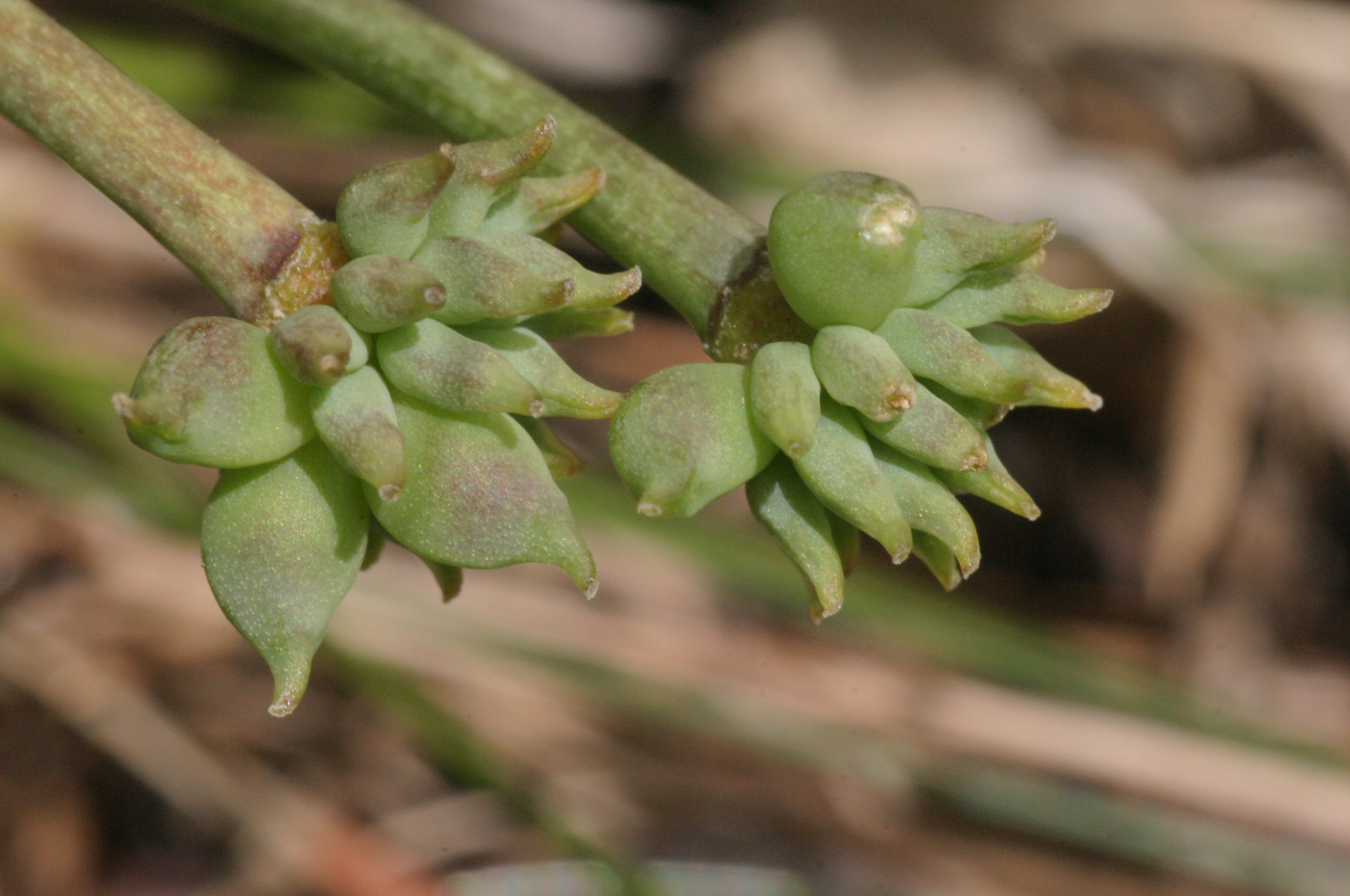
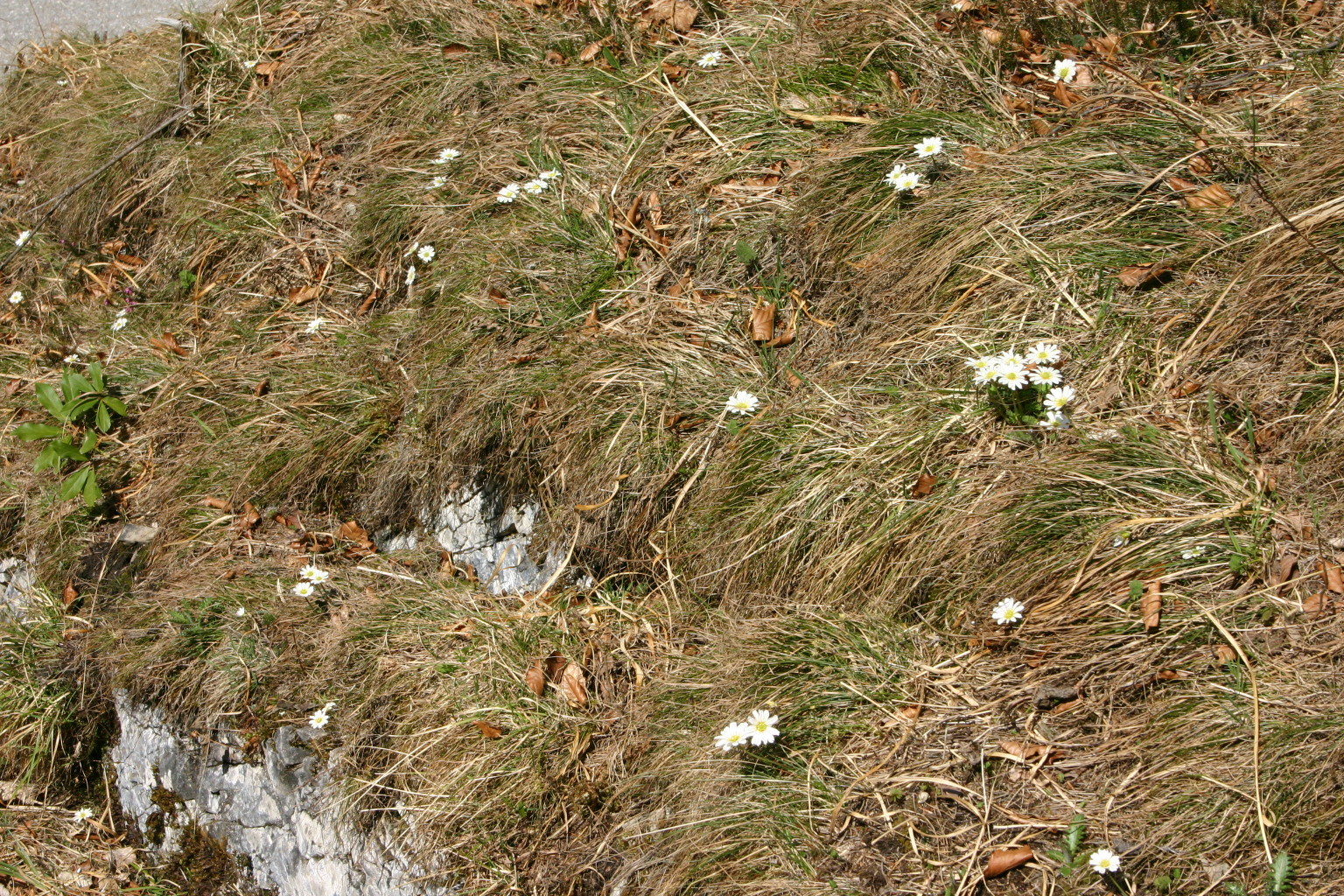